# Bratislavski mir (1805)
Bratislavski mir, tudi Požunska mirovna pogodba, s katerim se je končala vojna tretje koalicije, je bil podpisan med Avstrijo in Francijo 26. decembra 1805 kot posledica avstrijskega vojaškega poraza v bitkah pri Ulmu (25. september-20. oktober) in v bitki pri Austerlitzu (2. december). Z avstrijske strani sta ga podpisala Johann I. Josef Liechtensteinski in grof Ignaz Gyulay, medtem, ko ga je za Francijo podpisal Charles-Maurice de Talleyrand-Périgord.
Poleg avstrijskega umika iz tretje koalicije je sporazum določal odvzem številnih avstrijskih ozemelj v Italiji in Bavarski Franciji. Določene posesti v Nemčiji so pripadle francoskim zaveznicam - kraljema Bavarske (Tirolska in Predarlska), Württemberga in elektorju Badna (Prednja Avstrija). Avstrijske zahteve do teh dežel so bile brez izjeme preklicane. S strani Napoleona je bila ustanovljena nova Renska konfederacija. Pokrajine Benečija, Istra, Dalmacija in Boka Kotorska, ki jih je Avstrija pridobila s campoformijskim mirom, so prešle k Italijanskemu kraljestvu. V zameno je Avstrija dobila ozemlje v lasti Salzburških nadškofov (Salzburško) in Berchtesgaden. V sporazum je bila prav tako vključena odškodnina Franciji v vrednosti 40 milijonov frankov. 
Bratislavski mir je zaznamoval dejanski konec Svetega rimskega cesarstva.